# Nintendo-64-Controller

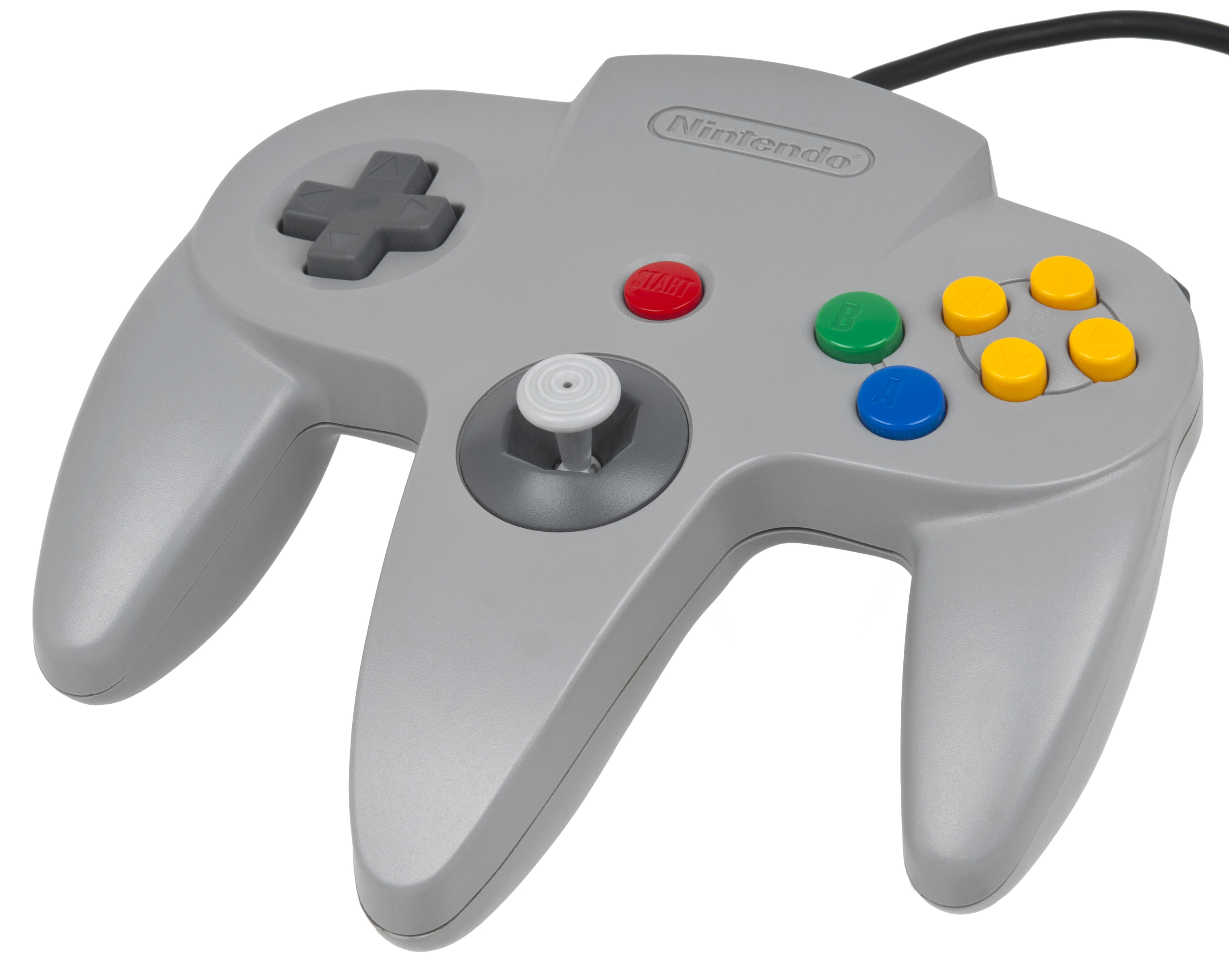
N64-Controller in der Farbe grau

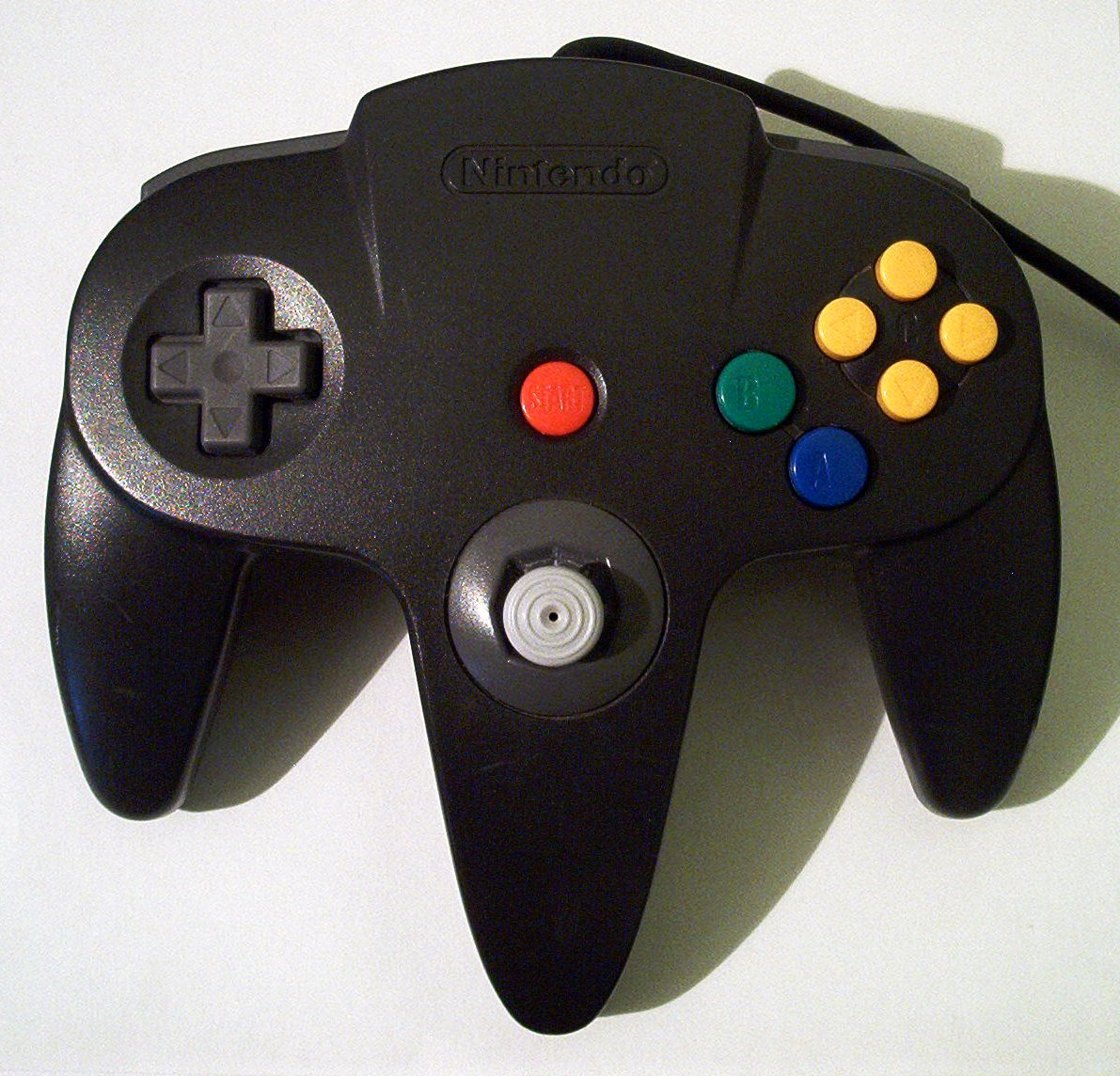
N64-Controller in der Farbe schwarz

Der Nintendo-64-Controller (kurz meist N64-Controller genannt, Modellnummer: NUS-005) ist das primäre Gamepad des Nintendo 64.

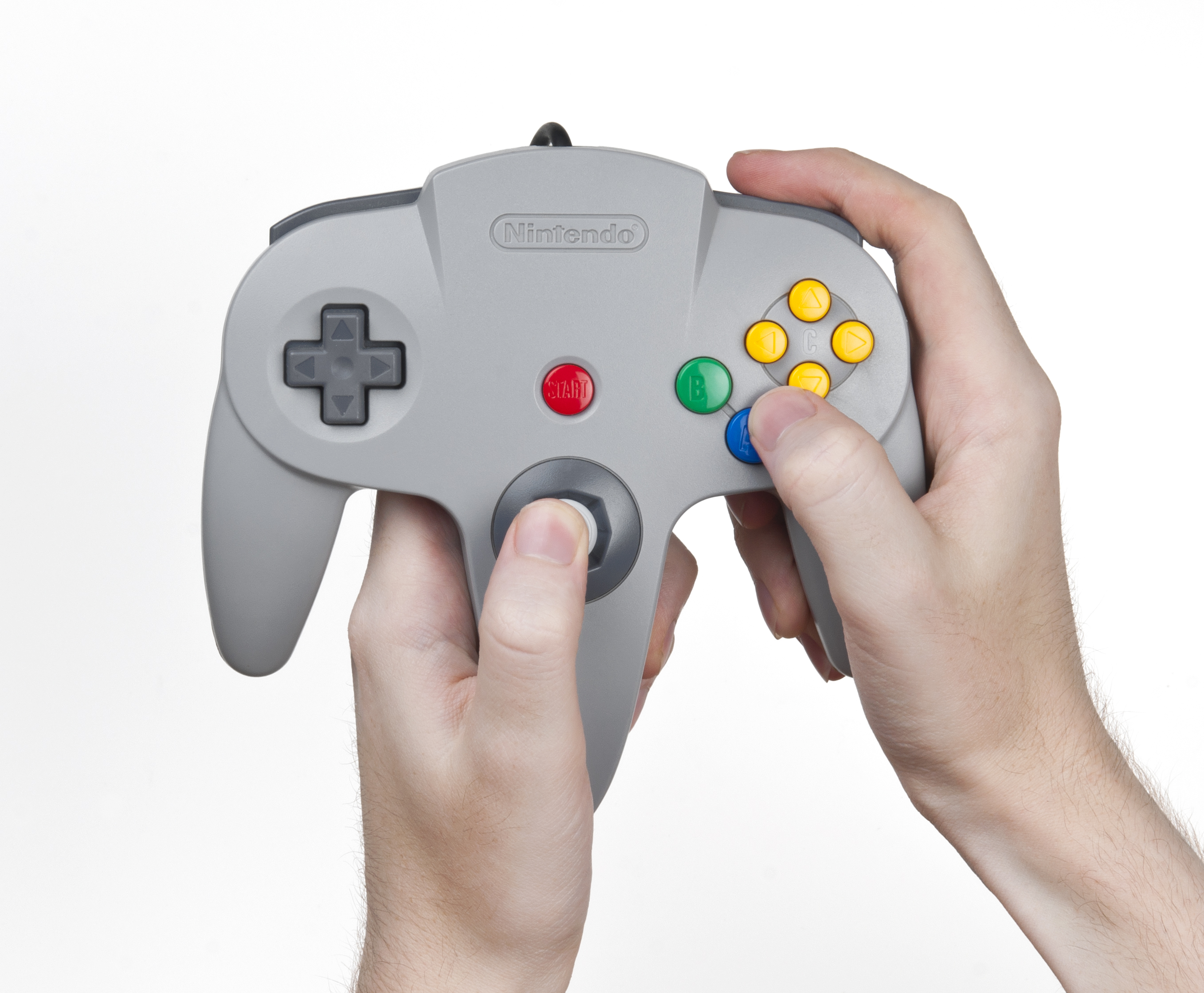
Haltung des N64-Gamepads bei Benutzung des Analog-Sticks

Er befand sich im Lieferumfang des Nintendo 64 und kam 1996 in Japan und Nordamerika und 1997 in Europa mit der offiziellen Veröffentlichung des Nintendo 64 auf den Markt. Der Nintendo-64-Controller ist in acht verschiedenen Farben (grau, schwarz, rot, grün, gelb, blau, lila-transparent und clear-blue) erschienen. Es können bis zu vier Gamecontroller per Kabel an das Nintendo 64 angeschlossen werden. Er ist der erste Gamecontroller, der mittels eines Rumble Paks Force Feedback (Vibration) geben kann.
Der N64-Controller führte als bedeutende Neuerung eine modernisierte, digitale Variante des zwischenzeitlich aus der Mode gekommenen Analog-Sticks ein, der eine genauere Steuerung insbesondere bei 3D-Spielen ermöglicht. Der Analog-Stick sowie der Vibrationseffekt wurden bei Controllern nachfolgender Konsolen übernommen und etablierten sich auch bei Konkurrenzprodukten als fester Standard.
Der Vorgänger des Nintendo-64-Controller ist der SNES-Controller, Nachfolger ist der Nintendo-GameCube-Controller.

## Technische Daten
- Kabellänge: ca. 1,8 m
- Steuerkreuz
- Start-, A- und B-Taste

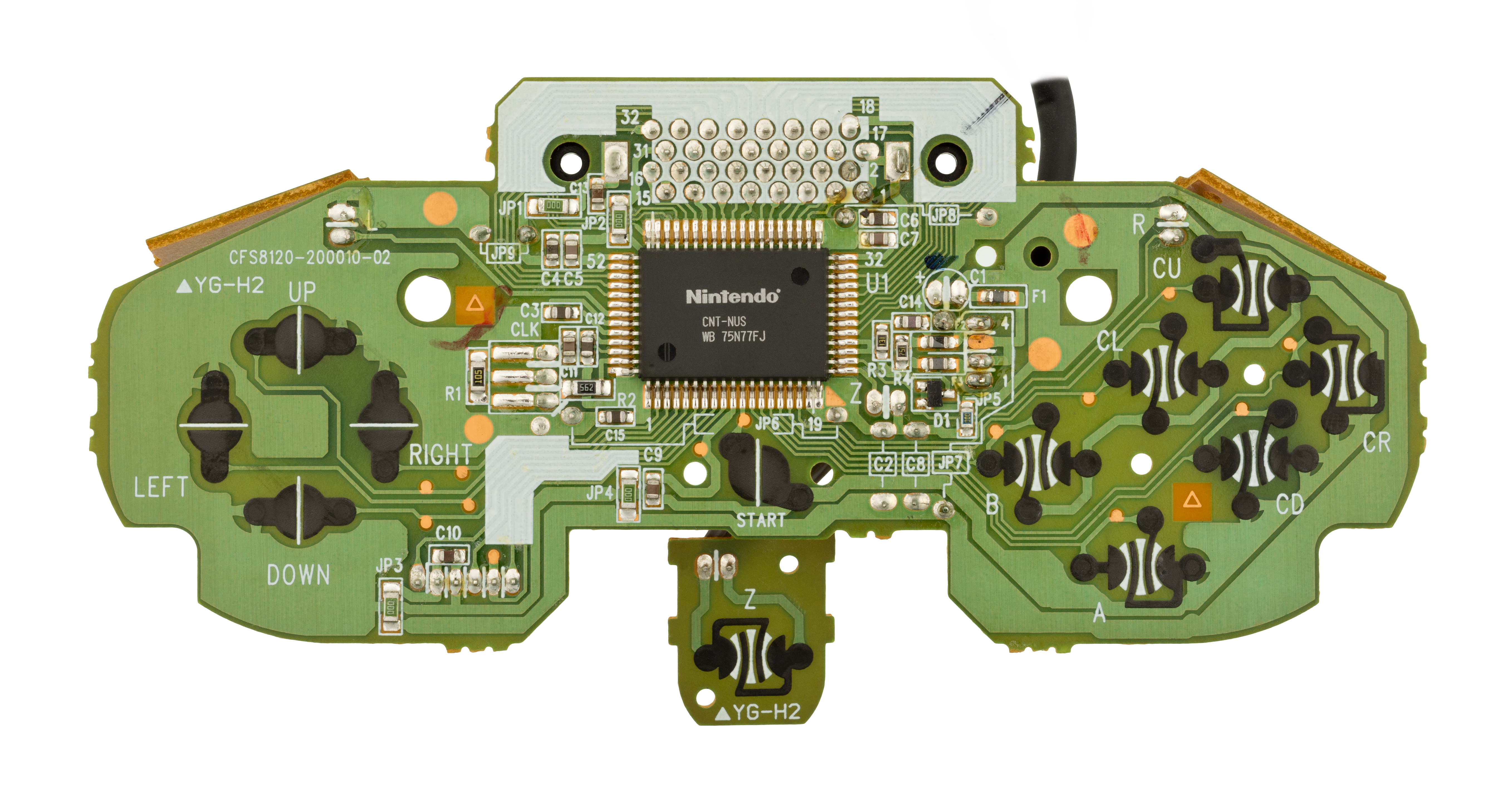
Hauptplatine eines N64-Controllers

- L- und R-Schultertaste und Z-Abzugsknopf
- Analogstick
- vier kreuzförmig angeordnete C-Knöpfe[1]

## Zubehör

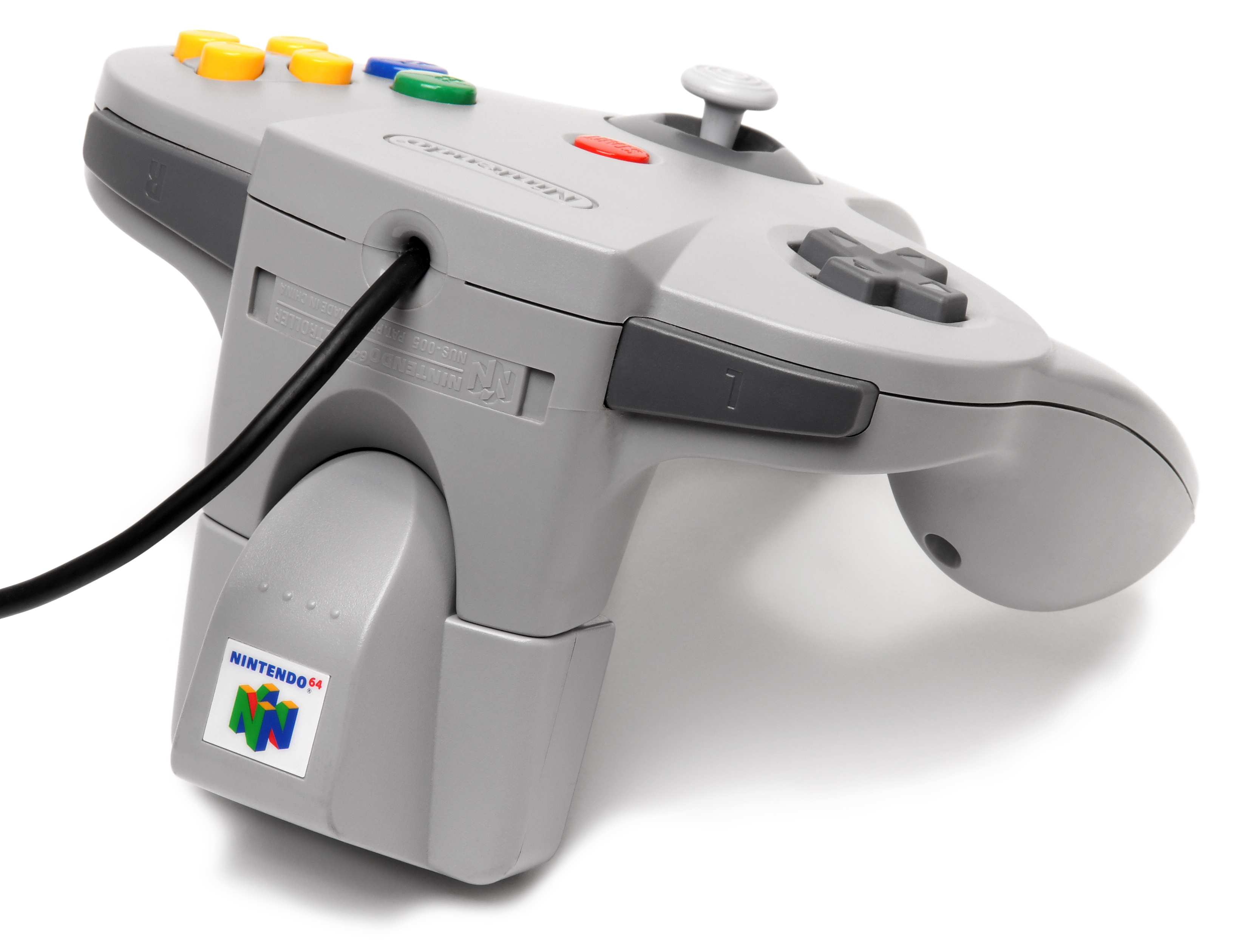
N64-Controller mit eingestecktem Rumble Pak

Das Rumble Pak ermöglicht durch Vibration ein haptisches Feedback.
Das Transfer Pak ermöglicht das Übertragen von Game-Boy-Daten auf ein N64-Spiel.
Das Controller Pak ermöglicht das Speichern von Spieldaten, wenn es das Spielmodul nicht kann.

## Probleme
Der Nintendo-64-Controller ist dafür bekannt, dass der Kunststoff seiner Analog-Sticks schnell abreibt und dadurch mit der Zeit die Analog-Sticks immer mehr ausleiern.